# 遠い国
『遠い国』（原題：The Far Country）は、1954年制作のアメリカ合衆国の西部劇映画。アンソニー・マン監督、ジェームズ・スチュアート主演。

## あらすじ
1896年、クロンダイク・ゴールドラッシュの時代。アラスカへ牛群を輸送してきたジェフ・ウェブスターとベン・テイタムは思わぬことで町の顔役ギャノンを怒らせてしまい、ジェフは投獄されてしまう。彼を救ったのは、この町で酒場を営んでいる美女ロンダだった。
ジェフは金を採るべく、ドーソンに向かう。ロンダは新しい酒場を開くため、酒場で働く純情な娘ルネもジェフを慕って、それぞれ一緒について来た。
だが、ギャノンの手はドーソンにまで伸びてきた。金を採ったジェフ達は町を去ろうとしたが、ギャノンの部下に襲われてベンは殺され、ジェフも重傷を負った。ジェフは、ギャノンと戦う決心をする。

## キャスト
| 役名                   | 俳優                     | 日本語吹替  | 日本語吹替   | 日本語吹替 |
| 役名                   | 俳優                     | NETテレビ版 | フジテレビ版 | ソフト版   |
| ---------------------- | ------------------------ | ----------- | ------------ | ---------- |
| ジェフ・ウェブスター   | ジェームズ・スチュアート | 浦野光      | 家弓家正     | 内田直哉   |
| ロンダ・キャッスル     | ルース・ローマン         | 寺島信子    | 寺島信子     | 弥永和子   |
| ギャノン               | ジョン・マッキンタイア   | 高城淳一    | 八奈見乗児   | 土師孝也   |
| ベン・テイタム         | ウォルター・ブレナン     | 槐柳二      | 槐柳二       | 後藤哲夫   |
| ルネ・ヴァロン         | コリンヌ・カルヴェ       | 渋沢詩子    | 池田昌子     | 佐藤あかり |
| ルーブ・モリス         | ジェイ・C・フリッペン    | 寄山弘      | 北山年夫     | 松井範雄   |
| バート・マッデン       | ロバート・ウィルク       |             | 伊部雅之     |            |
| フランク・ニューベリー | ジャック・イーラム       |             | 渡部猛       |            |
| ケッチャム             | ハリー・モーガン         |             | 加藤精三     |            |
| ホミニー               | コニー・ギルクリスト     | 沼波輝枝    | 沼波輝枝     |            |
| グリッツ               | キャスリーン・フリーマン |             | 野沢雅子     |            |
| ダスティ               | チャビー・ジョンソン     |             | 宮内幸平     | 辻親八     |
| ルーク                 | ロイヤル・ダノ           |             | 仲木隆司     |            |
| ユーコン・サム         | エディ・ウォーラー       |             | 田村錦人     | 佐々木梅治 |
| ベンソン船長           | スチュアート・ランドール |             |              | 小島敏彦   |
| アイヴス               | スティーブ・ブロディ     |             | 増岡弘       |            |
| ドック                 | ユージン・ボーデン       |             | 緑川稔       |            |
| ラウンズ               | グレッグ・バートン       |             | 田中康郎     |            |
| ラティゴ               | チャック・ロバーソン     |             | 依田英助     |            |
| モラセス               | コニー・ヴァン           |             | 浅井淑子     |            |
| その他                 | N/A                      |             | N/A          | 咲野俊介   |

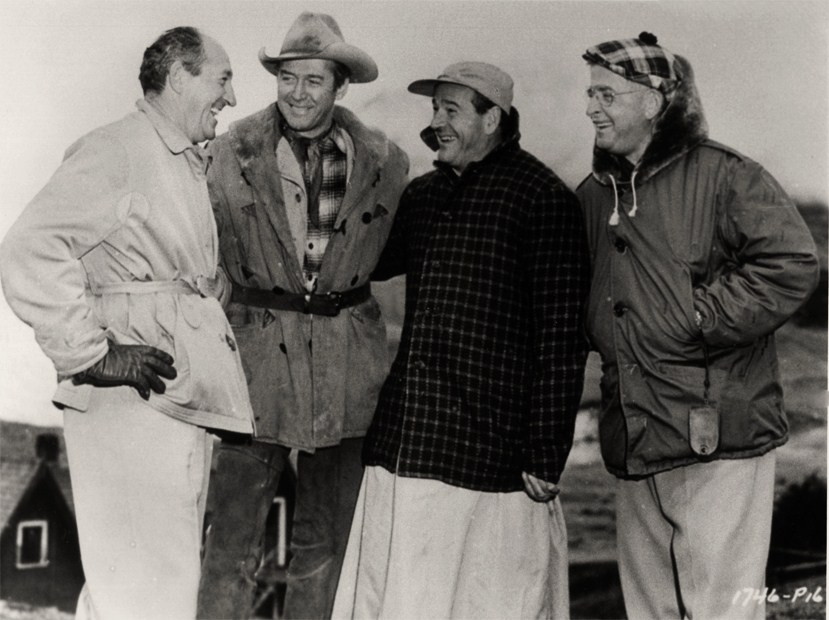
撮影中の1コマ。左から2番目はジェームズ・ステュアート、その右隣がアンソニー・マン。

- NETテレビ版 - 初回放送1968年7月7日『日曜洋画劇場』
- フジテレビ版 - 放送実績不明。2025年3月2日にBS10スターチャンネルで放送[3]。

翻訳：広瀬順弘、演出：山田悦司、制作：グロービジョン
- ソフト版 - 2012年12月21日発売のDVDに初収録

翻訳：中村久世